# Jerzy Żuławski

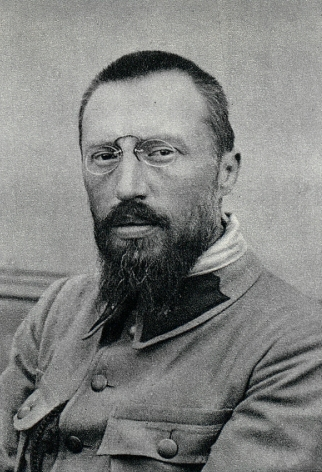
Jerzy Żuławski, 1915

Jerzy Żuławski (Babice, Galitzia, Imperio Austrohúngaro, 14 de julio de 1874-Dębica, 9 de agosto de 1915) era un escritor (poeta y dramaturgo), filósofo y alpinista polaco. Fue miembro de la Joven Polonia, y con Władysław Umiński y Antoni Lang, uno de los precursores de la literatura polaca de ciencia ficción. Como poeta, fue representante del decadentismo y es autor de dramas simbólicos y prosa poética, así como de ensayos filosóficos. Lo recordamos por su trilogía de ciencia ficción “Trylogia Księżycowa” (“Trilogía Lunar”).

## Biografía

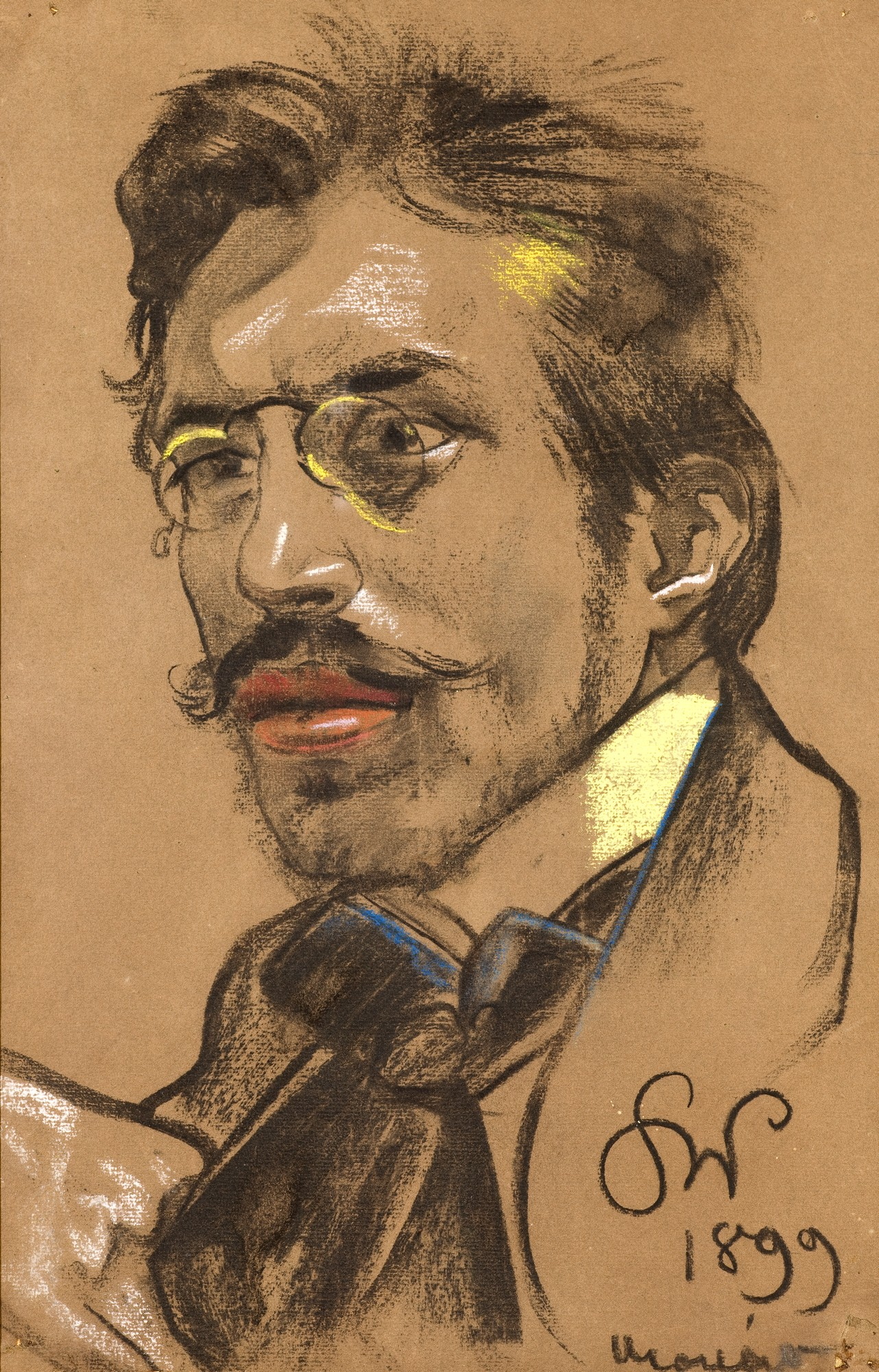
Retrato de Stanisław Wyspiański, 1899

Hijo de Kazimierz y Józefa née Gosławska, tenía cinco hermanos y nació y vivió en Lipowiec (una granja actualmente en la aldea de Glinik) hasta los dos años cuando se mudaron a una finca en Młynno cerca de Limanowa. 
Asistió a la escuela secundaria en Bochnia, más tarde estudió en Cracovia y desde 1892 en la Escuela Politécnica Federal de Zúrich y se doctoró en la Universidad de Berna. Al regresar a Polonia, trabajó como profesor de secundaria en Jasło y Cracovia. 
Desde 1900 viajó mucho y desarrolló su pasión como esquiador y alpinista. En 1910 se mudó a Zakopane y fue cofundador del servicio de ambulancias voluntarias de los montes Tatras, región a la que le gustaba mucho ir, y dirigió una casa literaria abierta en la villa "Łada".
Cuando estalló la Primera Guerra Mundial, se unió a las legiones. Fue comisionado de la Organización Nacional de Polonia en 1914 y murió de tifus en un hospital militar en Dębica.
Era padre de Wawrzyniec Żuławski, Marek Żuławski y Juliusz Żuławski.

## Obra

### Poemarios
- 1895 - Na strunach duszy (En las cuerdas del alma)
- 1897 - Intermezzo
- 1897 - Stance o pieśni (Canciones para Stanca)
- 1900 - Poezje II (Poesía II)
- 1902 - Z domu niewoli (De la casa de la esclavitud)
- 1904 - Pokłosie (Consecuencias)